# The Boatlift
The Boatlift es el tercer álbum de estudio de Pitbull. Fue lanzado al mercado el 27 de noviembre de 2007.
El álbum muestra cambios en cuanto al tipo de géneros musicales que presenta, en el disco 'The Boatlift' se escuchan sonidos al estilo Pop, R&B, Electro-Dance, House.

## Lista de canciones
| #  | Título                    | Colaboración(es) vocal(es) | Duración |
| -- | ------------------------- | -------------------------- | -------- |
| 1  | "A Little Story - Intro"  |                            | 1:08     |
| 2  | "Go Girl"                 | Trina, Young Bo$           | 3:49     |
| 3  | "Dukey Love"              | Trick Daddy, Fabo          | 3:45     |
| 4  | "I Don't See 'Em"         | Cubo, AIM                  | 3:59     |
| 5  | Jealouso                  |                            | 4:03     |
| 6  | Midnight                  | Casely                     | 3:32     |
| 7  | "Ying & the Yang"         |                            | 3:27     |
| 8  | "The Anthem"              | Lil Jon                    | 4:05     |
| 9  | "The Truth - Interlude"   |                            | 0:54     |
| 10 | "Candyman"                | Twista                     | 3:11     |
| 11 | "Sticky Icky"             | Jim Jones                  | 3:56     |
| 12 | "My Life"                 | Jason Derulo               | 3:44     |
| 13 | "Secret Admirer"          | Lloyd                      | 3:18     |
| 14 | Voodoo                    |                            | 3:47     |
| 15 | "Get Up/Levantate"        |                            | 3:17     |
| 16 | "Fuego (DJ Buddha Remix)" | Don Omar                   | 3:49     |
| 17 | "Stripper Pole (Remix)"   | Toby Love                  | 3:56     |
| 18 | "Un Poquito"              | Yung Berg                  | 3:42     |
| 19 | "Tell Me (Remix)"         | Frankie J, Ken-Y           | 4:34     |
| 20 | "Mr. 305 - Outro"         |                            | 0:45     |

Existen 2 versiones más del álbum, en una se incluyeron las canciones Jealouso y Voodoo del disco anterior El Mariel. Y en otra versión son las mismas 18 canciones incluida I Know You Want Me (Calle Ocho)